# Colac
Colac – miejscowość w Australii w stanie Wiktoria, w hrabstwie Colac Otway. Miejscowość położona nad jeziorem Colac, przy drodze Princes Highway, 150 km na południowy zachód od Melbourne.
W Colac znajduje się ogród botaniczny założony w 1865 roku.